# Kalbshachse

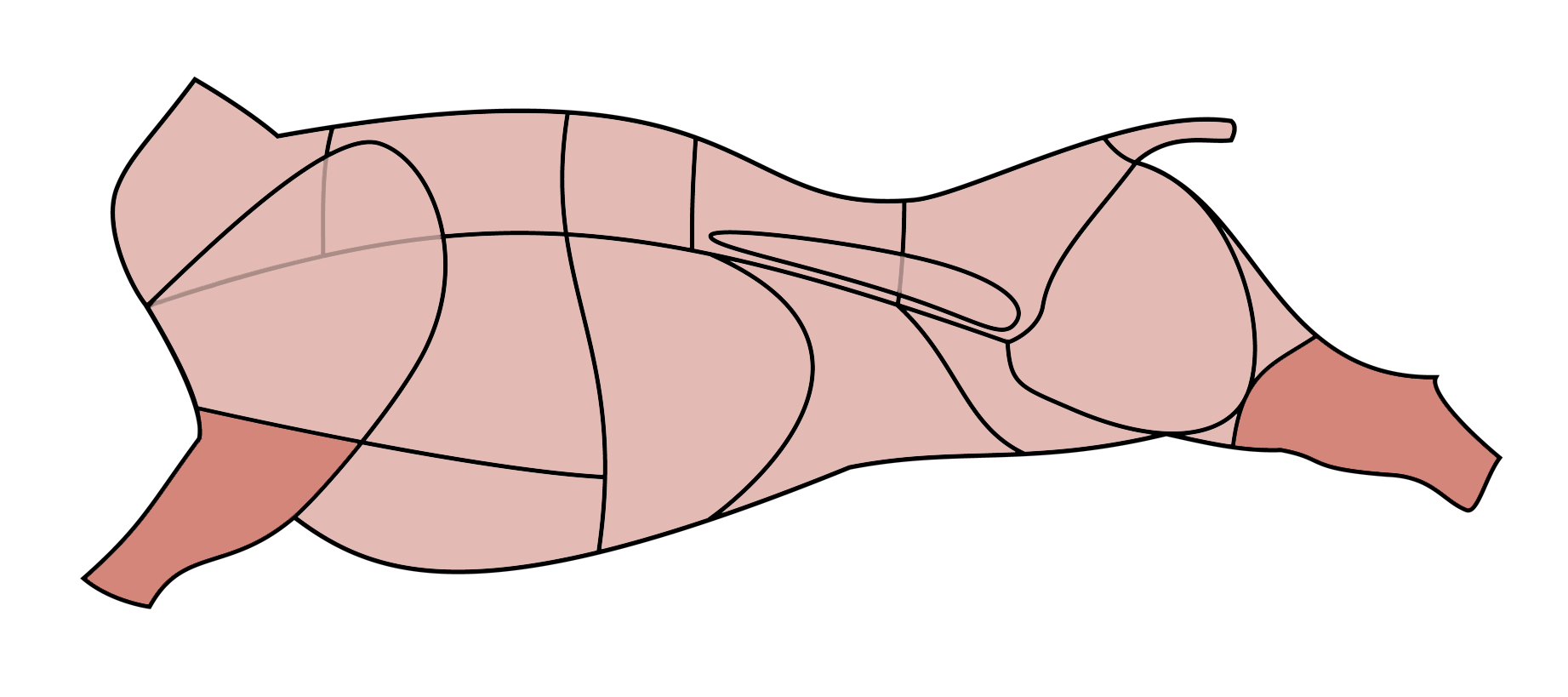
Kalbshachsen

Die Kalbshachse oder Kalbshaxe ist der Unterschenkel des Kalbs, das heißt ein Teilstück der Keule. Die Hinterhachse ist schwerer und fleischiger als die Vorderhachse. Hachsen werden meist mit Beinknochen, auch geschnitten als Beinscheiben, seltener ausgebeint im Handel angeboten. 
Kalbshachsen eignen sich gut zum Braten oder Schmoren. Klassische Rezepte sind die gebratene bayerische Kalbshaxe und das italienische Schmorgericht Ossobuco.